# Kesäranta
Kesäranta (literalmente "costa de verano", en sueco: Villa Bjälbo ) es la residencia oficial del primer ministro de Finlandia, ubicada en Helsinki, en el barrio de Meilahti, con vistas a Seurasaarenselkä .
La residencia es propiedad del gobierno finlandés a través de Senate Properties. El barrio de Meilahti donde se encuentra Kesäranta es una zona de espacio aéreo prohibido.

## Historia

### Propiedad pre-gubernamental
Kesäranta fue construida en 1873 como la villa de verano del arquitecto Frans Ludvig Calonius, con el nombre sueco de Bjälbo. En el momento de su construcción, Meilahti estaba fuera de los límites de Helsinki. Inicialmente, Kesäranta era una villa de madera de dos plantas, pero en 1887, tras ser adquirida por Carl Robert Ignatius, cajero del Banco de Finlandia, el edificio fue modificado según los diseños de Elia Heikel, que añadió al edificio una torre de 20 metros y una veranda en la bahía.

### Residencia del gobernador general de Finlandia
En 1904, Kesäranta fue adquirida por el Estado para que sirviera de residencia de verano del gobernador general de Finlandia. El arquitecto Jac Ahrenberg recibió el encargo de realizar los cambios necesarios en el edificio y su mobiliario. Se añadió una nueva ala de cocina al edificio principal y se construyó una veranda acristalada en el lado del edificio que da al mar. La villa fue la residencia de verano de los gobernadores generales Obolenski, Gerhard, Boeckmann y Seyn.

### Kesäranta durante la independencia de Finlandia
Tras la declaración de independencia de Finlandia en 1917 y la Guerra Civil finlandesa en 1918, el general alemán Rüdiger von der Goltz vivió brevemente en Kesäranta. Carl Gustaf Emil Mannerheim también utilizó Kesäranta como residencia ocasional durante su mandato como regente o protector del Estado, de 1918 a 1919.
Desde 1919, Kesäranta ha sido la residencia oficial del primer ministro.
En verano, el Gobierno celebra sus sesiones nocturnas informales en Kesäranta. Se celebran los miércoles por la noche y se remontan a los años 30, cuando el primer ministro Aimo Cajander adoptó la práctica de invitar a los ministros a Kesäranta para debatir y preparar los asuntos que se tratarían en la sesión plenaria del Gobierno del jueves.
En la década de 1950 y en la de 1980 se llevó a cabo una profunda renovación del edificio principal. El edificio principal se restauró para que tuviera el mismo aspecto que a principios de siglo, incluyendo la reconstrucción de la torre y la veranda, que habían sido eliminadas en la década de 1950. El patio de Kesäranta incluye una sauna junto al mar, un edificio de mantenimiento, una caseta de vigilancia, un pabellón, un embarcadero y una pista de tenis.
El 13 de julio de 2016, el primer ministro Juha Sipilä y el primer ministro maltés Joseph Muscat se reunieron en Kesäranta para discutir cuestiones relativas a la Unión Europea .
En 2017, se instaló un letrero azul que decía "100" en el patio de Kesäranta para conmemorar el centenario de la independencia finlandesa.

## Primeros ministros que han residido en Kesäranta
- Aimo Cajander[4][5]
- Jukka Rangell[5]
- Edwin Linkomías[5]
- Urho Kekkonen[6][5]
- Mauno Koivisto[5]
- Esko Aho[6][5]
- Paavo Lipponen[6][5]
- Matti Vanhanen[5]
- Mari Kiviniemi[7][5]
- Sanna Marin[8]